# Сан-Пьетро-аль-Натизоне
Сан-Пьетро-аль-Натизоне (итал. San Pietro al Natisone, словен. Špiètar) — коммуна в Италии, располагается в области Фриули-Венеция-Джулия, в провинции Удине.
Население — 2255 человек (2008 г.), в том числе 88% — словенцы. Плотность населения составляет 94 чел./км². Занимает площадь 24 км². Почтовый индекс — 33049. Телефонный код — 0432.
Покровителями коммуны почитаются святые апостолы Пётр и Павел, празднование 29 июня.
Исконное название коммуны — Шпетер Словенов (Špeter Slovenov), то есть Святой Пётр Словенцев. В 1878 году итальянские власти перевели название на итальянский: Сан-Пьетро-дельи-Слави (San Pietro degli Slavi), затем в ходе политической кампании переименовали в Сан-Пьетро-аль-Натизоне (San Pietro al Natisone).
В коммуне существует официальное двуязычие.

## Демография
Динамика населения:

## Администрация коммуны
- Официальный сайт: http://www.comune.sanpietroalnatisone.ud.it/